# Gábor Torma
Dans le nom hongrois Torma Gábor, le nom de famille précède le prénom, mais cet article utilise l’ordre habituel en français Gábor Torma, où le prénom précède le nom.
Gábor Torma, né le 1er août 1976 à Dunaújváros, est un footballeur international hongrois, qui évoluait au poste d'attaquant. Il a été international à sept reprises entre 1996 et 1997.

## Biographie
Il commence sa carrière professionnelle en Belgique, au Cercle Bruges, avant de partir aux Pays-Bas où il joue dans différents clubs de milieu de tableau. En 2005, il décide de retourner en Hongrie y terminer sa carrière, et range ses crampons définitivement en 2011.

## Équipe nationale
| Date             | Adversaire  | Lieu        | Score | Contexte                           | Remarque |
| ---------------- | ----------- | ----------- | ----- | ---------------------------------- | -------- |
| 1er juin 1996    | Italie      | Budapest    | 0-2   | Match amical                       |          |
| 9 octobre 1996   | Norvège     | Oslo        | 0-3   | Qualifications Coupe du monde 1998 | 86e      |
| 10 novembre 1996 | Azerbaïdjan | Bakou       | 3-0   | Qualifications Coupe du monde 1998 | 63e      |
| 19 mars 1997     | Malte       | La Vallette | 4-1   | Match amical                       | 53e      |
| 2 avril 1997     | Australie   | Budapest    | 1-3   | Match amical                       | 71e      |
| 6 août 1997      | Malte       | Siófok      | 3-0   | Match amical                       | 45e      |
| 6 septembre 1997 | Pologne     | Varsovie    | 0-1   | Match amical                       |          |

## Palmarès
- Vainqueur de la Coupe des Pays-Bas en 2000 avec Roda JC.
- Finaliste de la Coupe de Belgique en 1996 avec le Cercle Bruges.